# 417
Cette page concerne l'année 417  du calendrier julien. Pour l'année 417 av. J.-C., voir 417 av. J.-C. Pour le nombre 417, voir 417 (nombre).
L'année 417 est une année commune qui commence un lundi.

## Événements
- 1er janvier : Galla Placidia, sœur de l'empereur Honorius, épouse le général Constantius le premier jour de son second consulat [1].
- 27 janvier : le pape Innocent répond aux lettres envoyées par les évêques d'Afrique et déclare Pélage et Caelestius exclus de sa communion[2].
- 18 mars : début du pontificat de Zosime (fin en 418)[3].
- 22 mars : les évêques d’Arles obtiennent du pape Zosime la primauté sur les autres évêques de Gaule[4].
- Après le mois de mai : L'usurpateur Priscus Attale parait dans le triomphe d'Honorius à Rome. Puis il est mutilé de sa main droite et exilé aux îles Lipari[1].
- Été : le pape Zosime accorde l’absolution à Pélage et à son disciple Caelestius[5].
- 21 septembre : lettre du pape Zosime aux évêques africains sur l'orthodoxie de Pélage et de Caelestius[5].
- 23 septembre : sermon d'Augustin d'Hippone qui déclare le débat sur le Pélagianisme clos ; la lettre du pape arrive quelques jours plus tard[5].
- 8 novembre : Paulin de Milan écrit au pape pour renouveler ses accusations contre Pélage et refuser de se rendre à Rome[5].

- Rébellion provisoirement écrasée dans le nord-ouest de la Gaule (Armorique) par Exuperantius, futur préfet du prétoire des Gaules[6].

## Décès en 417
- 12 mars : Innocent Ier, pape[3].

- Kumarajiva, traducteur bouddhiste indien (ou 409).